# グラナダ連合

グラナダ連合
Confederación Granadina (スペイン語)

国の標語: Libertad y Orden
（スペイン語：自由と秩序）
グラナダ連合の位置

グラナダ連合（スペイン語: Confederación Granadina）は、南アメリカ北部にかつて存在した国家。領域は現在のコロンビア、パナマの全土とブラジル、ペルーの各一部に及んでいた。ヌエバ・グラナダ共和国の1853年憲法に代わり、1858年に制定された同国憲法により成立し、1863年にリオネグロ憲法に代わるまで続いた。

## 歴史
1853年憲法は、各州に大幅な自治権を与える連邦主義的な性格をもつ憲法であった。マリアーノ・オスピナ・ロドリゲスは、1858年に連邦主義的な性格を引き継いだグラナダ連合憲法を定め、州の設立に関する法的枠組みを定め、州にさらなる自治権を付与した。
だが、州政府間の紛争やその後の政府の中央集権化・保守化により国内は不安定化し、1860年にトマス・シプリアーノ・ド・モスケラらの自由主義者が蜂起し、内戦状態となった 。内戦の結果、1862年にモスケラは首都ボゴタを占領し、リオネグロ憲法を制定し、コロンビア合衆国が成立した。

## 地理
グラナダ連合はその名の通り、連邦国家である。
- アンティオキア州
- ボリバル州
- ボヤカ州
- カウカ州
- クンディナマルカ州
- マグダレナ州
- パナマ州
- サンタンデール州

この上記の8つの州で構成されていた。